# Polyzystische Echinokokkose
Die Polyzystische Echinokokkose (PE) ist eine Bandwurmerkrankung des Menschen, die in Mittel- und Südamerika auftritt. Sie wird durch Echinococcus vogeli, seltener durch E. oligarthra verursacht. Bis 2007 wurden 172 Erkrankungen nachgewiesen, davon 57,6 % in Brasilien, 16,9 % in Kolumbien und 6,4 % in Ecuador.
Bei dieser Form der Echinokokkose finden sich in den befallenen Organen, meist in der Leber, viele, Millimeter bis wenige Zentimeter große, Blasen, die eine Ähnlichkeit mit den Bläschen bei alveolärer Echinokokkose wie auch bei zystischer Echinokokkose aufweisen. Die wenigen bekannten Fälle eines Befalls mit E. oligarthra waren in den Augen und dem Herz lokalisiert. Das häufigere Vorkommen von E.-vogeli-Infektionen liegt darin begründet, dass seine Hauptwirte Wildhunde sind, die ihren Kot nicht verscharren. Der zweite Erreger, E. oligarthra, befällt hingegen vorrangig Katzen, die ihren Kot verscharren. Daher besteht für den Menschen eine größere Chance, mit den Eiern von E. vogeli in Kontakt zu kommen und sich zu infizieren.
Die Erkrankung kann in fünf Formen eingeteilt werden:
- Typ I mit Zysten in Leber und Bauchhöhle, etwa 37 % der Fälle
- Typ II mit Zysten in Leber und Bauchhöhle und gleichzeitigem Leberversagen, etwa 26 % der Fälle
- Typ III mit Zysten in Leber und Lunge/Thorax, etwa 14 % der Fälle
- Typ IV mit Zysten in Magen-Darm-Kanal und Mesenterium, etwa 16 % der Fälle und
- Typ V mit Zysten in Leber und Lunge mit Verkalkungen, etwa 4 % der Fälle.

Die Zysten sind durch eine 8 bis 85 µm dicke hyaline Membran voneinander getrennt, die eine stark positive PAS-Reaktion zeigen. Die Innenseite der Septen ist von einer 3 bis 13 µm dicken Keimmembran von der Brutkapseln nach innen sprossen. Verkalkungsherde sind häufig. Die Metazestode ist in ihrer Gesamtheit von einer Bindegewebskapsel abgegrenzt, bei der nur wenige zelluläre Infiltrate vorliegen. Zur Diagnostik werden bildgebende und serologische Verfahren eingesetzt.
Die Behandlung erfolgt meist durch chirurgische Entfernung, die häufig aber nur unvollständig gelingt. Medikamentös kann Albendazol eingesetzt werden.